# Echzell
Echzell è un comune tedesco di 5 852 abitanti situato nel land dell'Assia.

## Storia
A Echzell in epoca romana si trovava uno dei castrum più grandi dell'intero Limes germanico-retico.  Costruito presumibilmente verso la fine del I secolo d. C. sotto Domiziano) aveva una superficie di 5,2 ettari (248 x 208 metri). Nel 110 d.C. è documentato il trasferimento di dell'unità ausiliaria Ala I Flavia Gemina.
Nel 1960 in occasione della ristrutturazione della chiesa in seguito ad un incendio, sono state ritrovate le fondamenta delle terme del castrum che erano molto più grandi della chiesa. Le tracce delle mura sono state contrassegnate nella pavimentazione della piazza della chiesa.